# Sari van Veenendaal
Sari van Veenendaal (født 3. april 1990) er en kvindelig hollandsk fodboldspiller, der spiller som målmand for hollandske PSV Eindhoven og Hollands kvindefodboldlandshold.
Hun deltog ved EM 2013 i Sverige og VM 2015 i Canada. Van Veenendaal var også med til at vinde EM 2017 på hjemmebane i Enschede. Van Veenendaal startede i alle seks kampe ved slutrunden og lukkede kun tre mål ind, hvilket resulterede i holdet gik ubesejret igennem turneringen. Hun blev udnævnt til den målvogter ved EM-slutrunden. Efter turneringen blev hele holdet hædret af Hollands premierminister Mark Rutte og sportsminister Edith Schippers og slået til riddere af Oranie-Nassau Orden.

## Hæder

### Klub
FC Utrecht
- KNVB Women's Cup (1): 2009–10

FC Twente
- BeNe League (2): 2012–13, 2013–14
- Eredivisie (1): 2010–11
- KNVB Women's Cup (1): 2014–15

Arsenal
- FA Women's Cup (1): 2015–16
- FA WSL Cup (1): 2014-15